# Eddie Maple
Eddie Maple, född 8 november 1948 i Carrollton, Ohio, är en amerikansk före detta jockey. Han är en äldre bror till jockeyn Sam Maple, som tog mer än 2 500 segrar under sin karriär.

## Karriär
Maple började rida hästar vid 12 års ålder och vann sitt första löp som proffs vid 17 års ålder på Ascot Park i Akron i Ohio. Han tillbringade sin tidiga karriär i Ohio och West Virginia, men flyttade till New Jersey 1970, och vidare till New York 1971.
Maple red Riva Ridge i Marlboro Cup 1973, då hans ordinarie jockey Ron Turcotte red Secretariat till seger i samma löp. Maple och Riva Ride var tvåa, och då Turcotte var avstängd samma år fick Maples en ny chans, nu i Canadian International Stakes på Woodbine Racetrack, där de segrade. 1982 tog Maple sin andra seger i Canadian International med Majesty's Prince.
1980 vann Maple Belmont Stakes med Temperence Hill och igen 1985 med Creme Fraiche. Han red nio Kentucky Derbys, hans bästa placering var en andraplats 1982 efter segrande Gato Del Sol. Maple segrade även i Travers Stakes tre gånger, Kentucky Oaks, Arlington Million och Italienska 1000 Guineas (Premio Regina Elena) 1991 i Rom.
1995 blev Maple framröstad att få George Woolf Memorial Jockey Award och 1998 Mike Venezia Memorial Award. Han gick i pension 1998, då han tagit 4 398 segrar.

### Privatliv
Maple och hans fru drev en hem- och trädgårdsbutik på Long Island, New York fram till 2005, då de sålde verksamheten och blev General Managers vid Rose Hill Plantation Equestrian Boarding And Teaching Center i Bluffton i South Carolina.
Maple valdes in i National Racing Hall of Fame 2009.